# Stadler WINK
De Stadler WINK (Wandelbarer, Innovativer Nahverkehrs-Kurzzug), door de voornaamste klant Arriva WINK genoemd, is een hybride treinsteltype van de Zwitserse treinenbouwer Stadler Rail. De WINK is afgeleid van de Stadler FLIRT, zou oorspronkelijk Flirtino gaan heten en onderscheidt zich door middel van een tussenbak (ook wel de powerpack genoemd). Daarnaast heeft de WINK, in tegenstelling tot de FLIRT, geen ruimte voor apparatuur achter de cabines. De voornaamste klant is Arriva die de WINK sinds maandag 12 april 2021 op de Noordelijke Nevenlijnen inzet. Arriva heeft in 2017 achttien tweedelige stellen van dit type besteld; daarnaast is er een optie voor nog zes stellen genomen.

## Constructie en techniek
Het treinstel is opgebouwd uit een aluminium frame met een frontdeel van GVK. Het treinstel heeft een lagevloerdeel.  
De treinstellen rijden aanvankelijk op biodiesel, waarbij energie uit de hybride-accu gebruikt kan worden tijdens acceleratie of om de dieselmotoren te kunnen schakelen gedurende langere stilstand. De accu's kunnen worden opgeladen tijdens regeneratief remmen. Er is de mogelijkheid om de dieselmotoren te vervangen door een groter accupakket, waarna de WINK, in combinatie met een gedeeltelijk geëlektrificeerd traject, volledig elektrisch kan rijden. De stroomafnemer op het dak maakt het opladen van de batterijen mogelijk zonder hierbij de dieselmotoren te gebruiken. Hiervoor moet trein zich onder de bovenleiding bevinden. 
In 2022 is de 605 omgebouwd zodat de batterijen die normaliter gebruikt worden voor het opslaan van remenergie, gebruikt worden als tractiebatterij. Hiermee werden op 24 en 25 februari 2022 testritten gereden op de trajecten Almelo-Hardenberg en Arnhem-Doetinchem. Deze testritten werden succesvol afgerond in maart 2022.

### Tractiesysteem
In de motorwagen van het treinstel bevinden zich twee dieselmotoren (een aan iedere zijde) die ieder een alternator aandrijven. Deze alternatoren wekken draaistroom op. Bij het rijden onder bovenleiding wordt de bovenleidingsspanning eerst getransformeerd naar een lagere gelijkspanning die geschikt is voor het tractiesysteem.  
De verkregen spanning wordt door een tractie-omvormer omgezet in draaistroom met variabele spanning en frequentie, waarmee de tractiemotoren gevoed worden. Dit gebeurt met pulsjes hoogspanning; de frequenties waarmee deze pulsjes gegenereerd worden, zijn te horen tijdens het rijden. De trekkracht van de tractiemotoren wordt vervolgens overgebracht op de assen via een tandwieloverbrenging. In tegenstelling tot de GTW bevinden de tractiemotoren van de WINK zich niet onder de motorwagen, maar in de draaistellen onder de cabines. 

### Beveiligingssysteem
De treinstellen zijn voorzien van ATB-NG. Dit beveiligingssysteem kan ook overweg met ATB-EG. Op 20 mei 2021 werd bekend gemaakt dat de Noordelijke Nevenlijnen voorzien zullen worden van ERTMS. In 2024 is begonnen met de inbouw van ETCS in treinstel 605 en 606.

## Arriva WINK

### Namen
In navolging van de FLIRTs in Limburg dragen ook de WINKs van Arriva de namen van bekende toeristische trekpleisters. Deze namen staan aan de buitenkant van de treinstellen bovenaan de kopbakken vermeld. Binnen in het treinstel is de cabine van het toilet van de buitenkant voorzien van nadere informatie over de naam van het betreffende treinstel.
| Stelnummer | Naam                 | Toelichting                                             |
| ---------- | -------------------- | ------------------------------------------------------- |
| 601        | Het Wad              | De Waddenzee                                            |
| 602        | d'Olle Grieze        | Bijnaam van de Martinitoren                             |
| 603        | Noar hoes            | Is Gronings Naar Huis                                   |
| 604        | Museumspoorlijn STAR | Museum in Stadskanaal                                   |
| 605        | Noorderzon           | Festival in Groningen                                   |
| 606        | De Drie Gezusters    | Café in Groningen                                       |
| 607        | Westerwolde          | Gemeente in Groningen                                   |
| 608        | Oldehove             | Toren in Leeuwarden                                     |
| 609        | Hongerige Wolf       | Festival + Dorp in Groningen                            |
| 610        | Oerol                | Feest op Terschelling                                   |
| 611        | Hangende keukens     | Dat zijn Hangende Keukens boven het water in Appingedam |
| 612        | Holwerd aan Zee      | Plan om Holwerd aan zee te maken                        |
| 613        | Thús                 | In het Fries voor Thuis                                 |
| 614        | Reaklif              | Roode Klif                                              |
| 615        | Alvestêdetocht       | Elfstedentocht                                          |
| 616        | Zwarte Haan          | Buurtschap bij Waddenzee                                |
| 617        | De Slachte           | Loopt van Oosterbierum tot aan Raerd                    |
| 618        | Snitser Mar          | Meer vlak bij Sneek                                     |

### Inzet
De WINK wordt vooral op de spoorlijnen in Friesland ingezet en als stop- en sneltrein naar Groningen. De treinen zijn niet voorzien van het Duitse beveiligingssysteem PZB en worden dus niet ingezet op het traject naar Duitsland. Ook wordt de WINK niet ingezet op de andere regionale spoorlijnen in Groningen.
Per 14 juni 2021 werd op het traject Leeuwarden - Harlingen Haven ook weer deels met GTW gereden omdat deze meer ruimte heeft voor fietsen (nodig voor de vele vakantiegangers naar de Waddeneilanden). Buiten de zomerperiode werd er weer 100% met WINK gereden.
Vanaf de zomer van 2022 rijden daar een aantal WINK-treinstellen met meer ruimte voor het vervoer van fietsen, doordat een rij stoelen verwijderd is.
Per 15 december 2024 wordt de WINK ingezet in de treinseries:
| Serie      | Treinsoort         | Route                         | Bijzonderheden |
| ---------- | ------------------ | ----------------------------- | --- |
| 37000 RS 3 | Stoptrein (Arriva) | Leeuwarden – Sneek            | Rijdt niet in de spitsuren, dan rijdt RE3 (treinserie 38000). Rijdt ook niet 's avonds na 20:00. Op zondag rijden slechts twee vroege ritten naar Sneek en één late rit naar Leeuwarden. |
| 37100 RS 3 | Stoptrein (Arriva) | Leeuwarden – Sneek – Stavoren | |
| 37200 RS 2 | Stoptrein (Arriva) | Leeuwarden – Harlingen Haven  | |
| 37300 RE 1 | Sneltrein (Arriva) | Leeuwarden – Groningen        | Stopt 2x/uur in Feanwâlden en alternerend in Buitenpost en Zuidhorn. Wordt in combinatie met GTW gereden.                                                                                |
| 37400 RS 1 | Stoptrein (Arriva) | Leeuwarden – Groningen        | 's Avonds rijden van maandag t/m zaterdag enkele extra treinen tussen Zuidhorn en Groningen. Wordt in combinatie met GTW gereden.                                                        |
| 38000 RE 3 | Sneltrein (Arriva) | Leeuwarden – Sneek            | Spitstrein. |

## Afbeeldingen

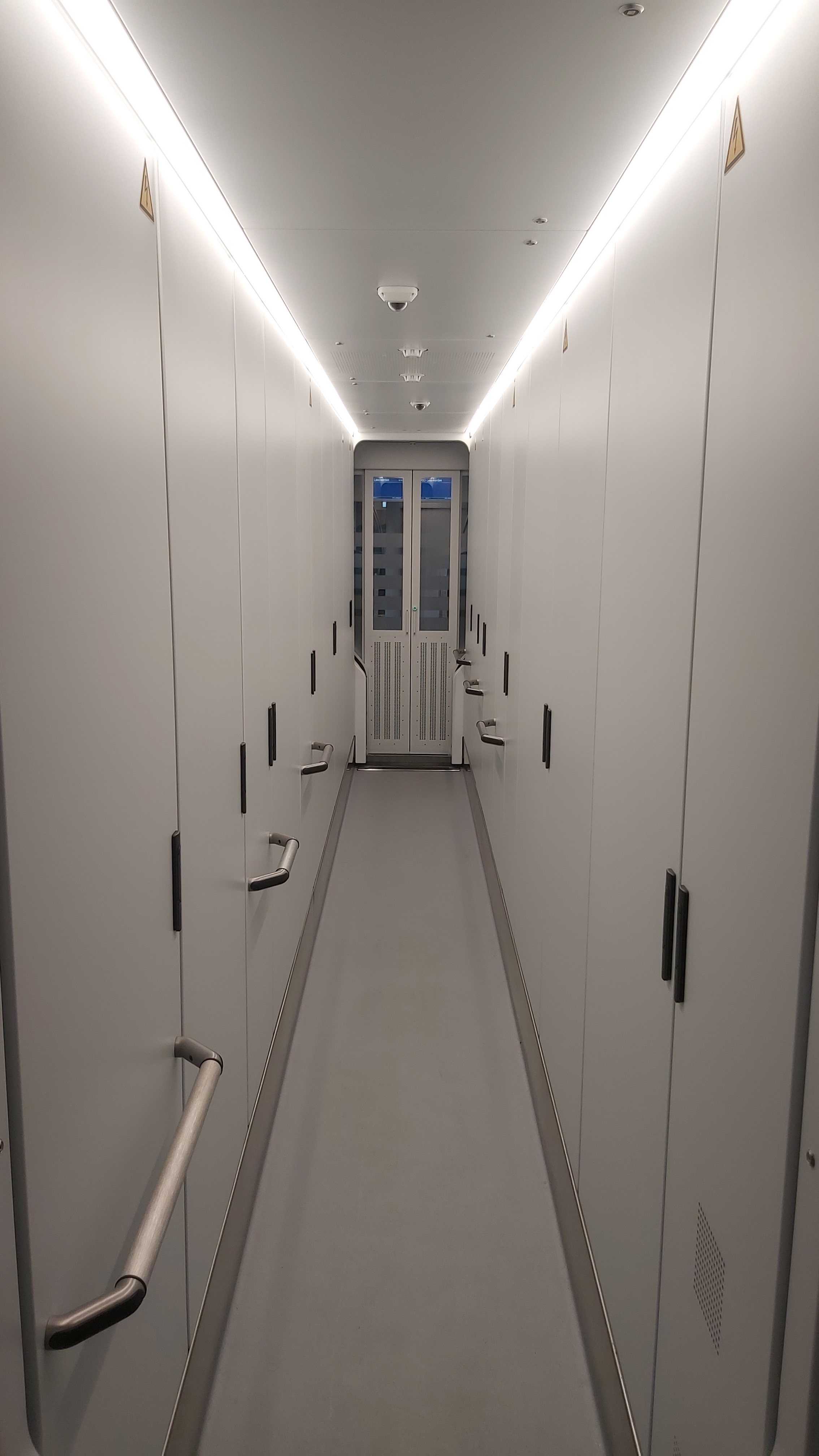
Gangpad door het motorruim
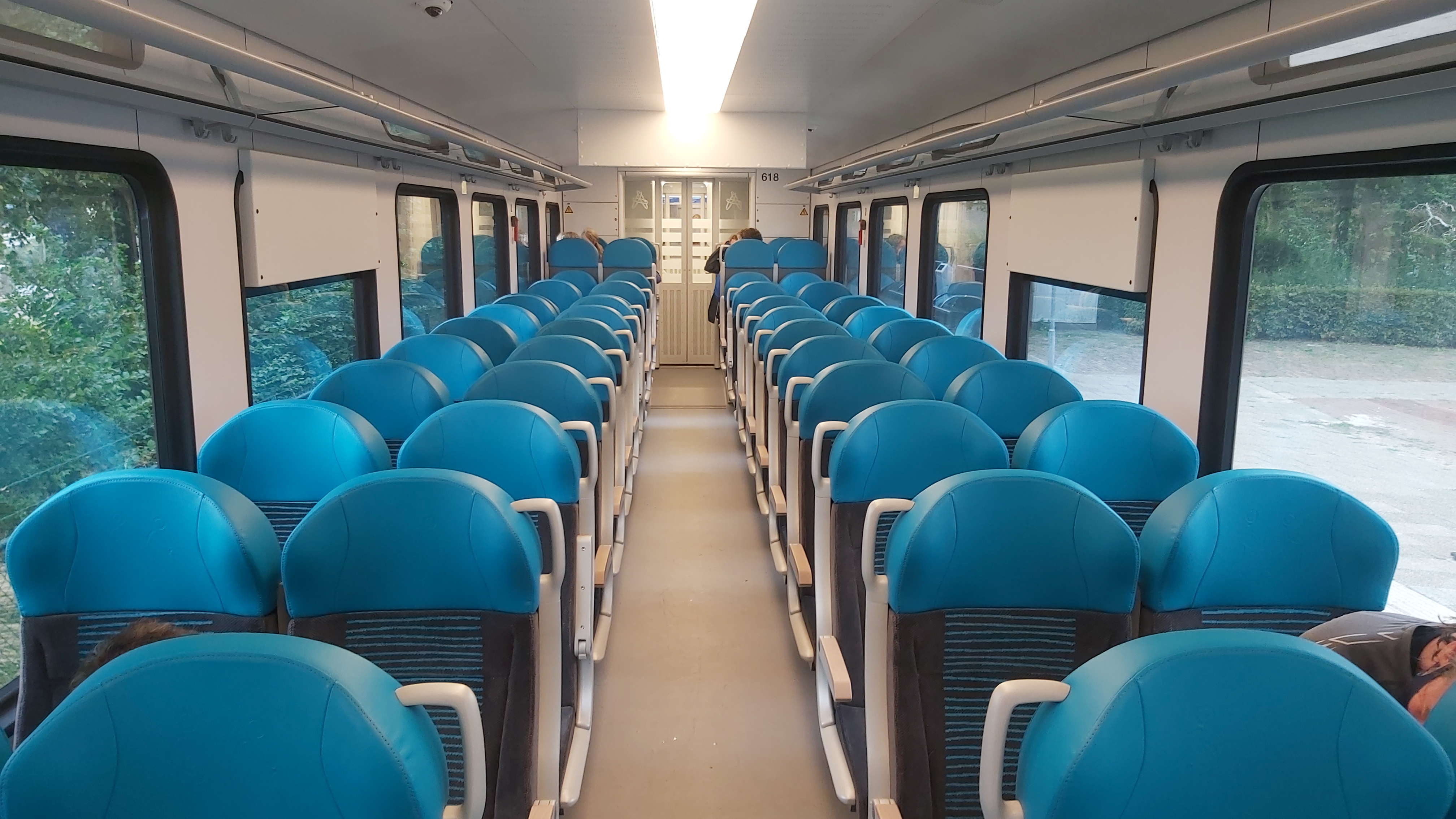
Interieur 2e klasse
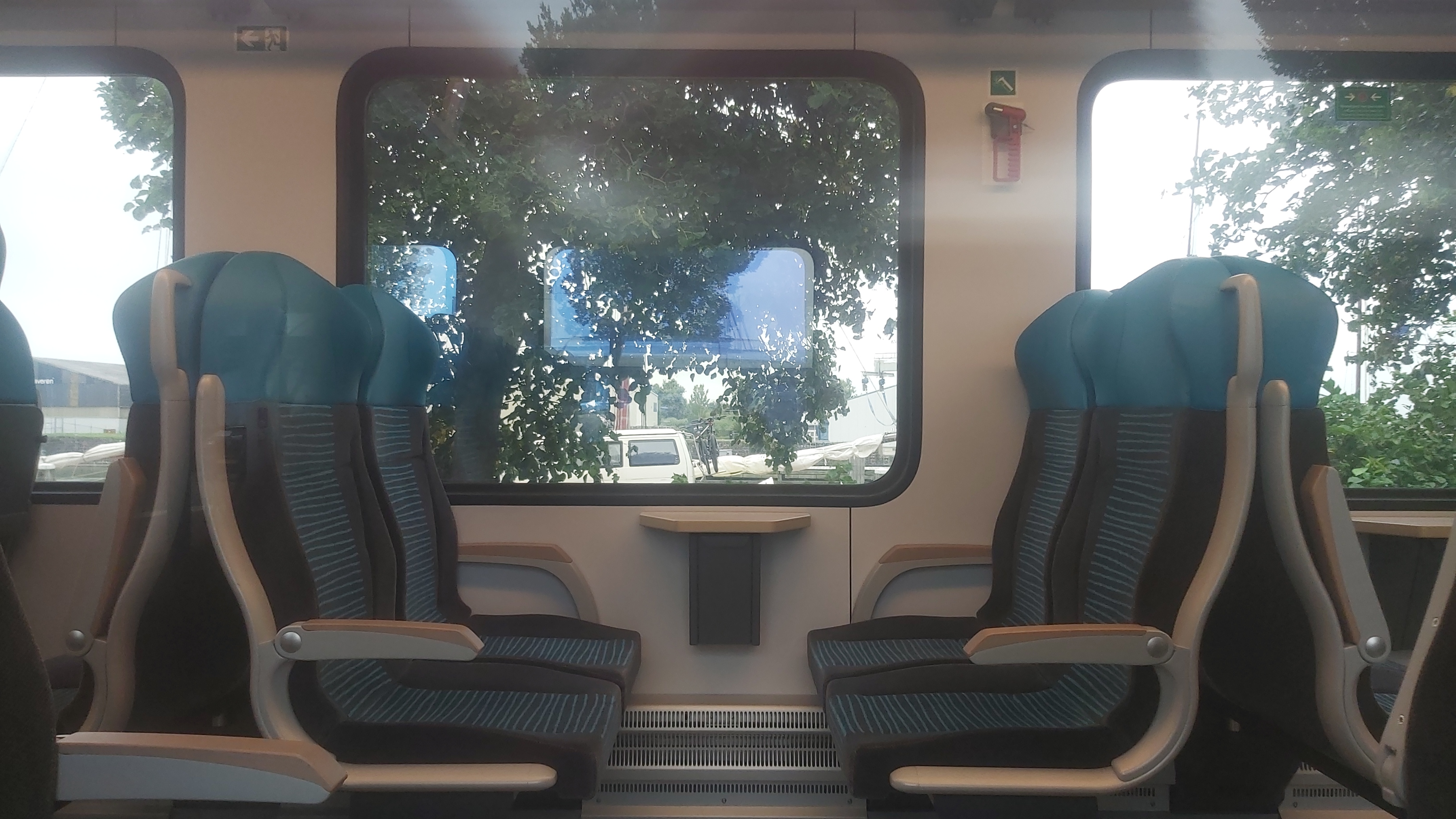
Zicht op een vierzits 2e klasse
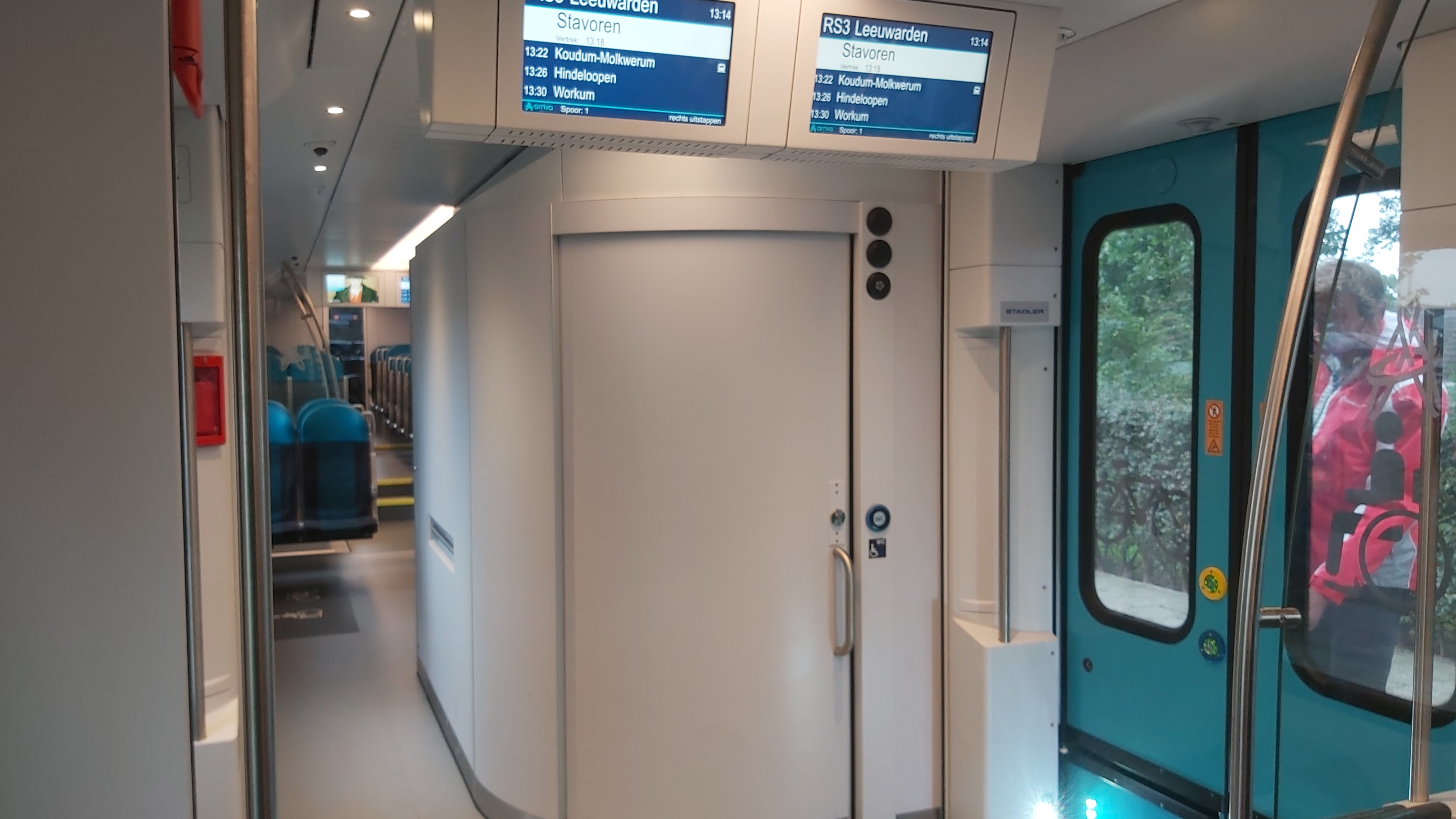
Zicht op het toilet inclusief dubbele reisinformatieschermen.
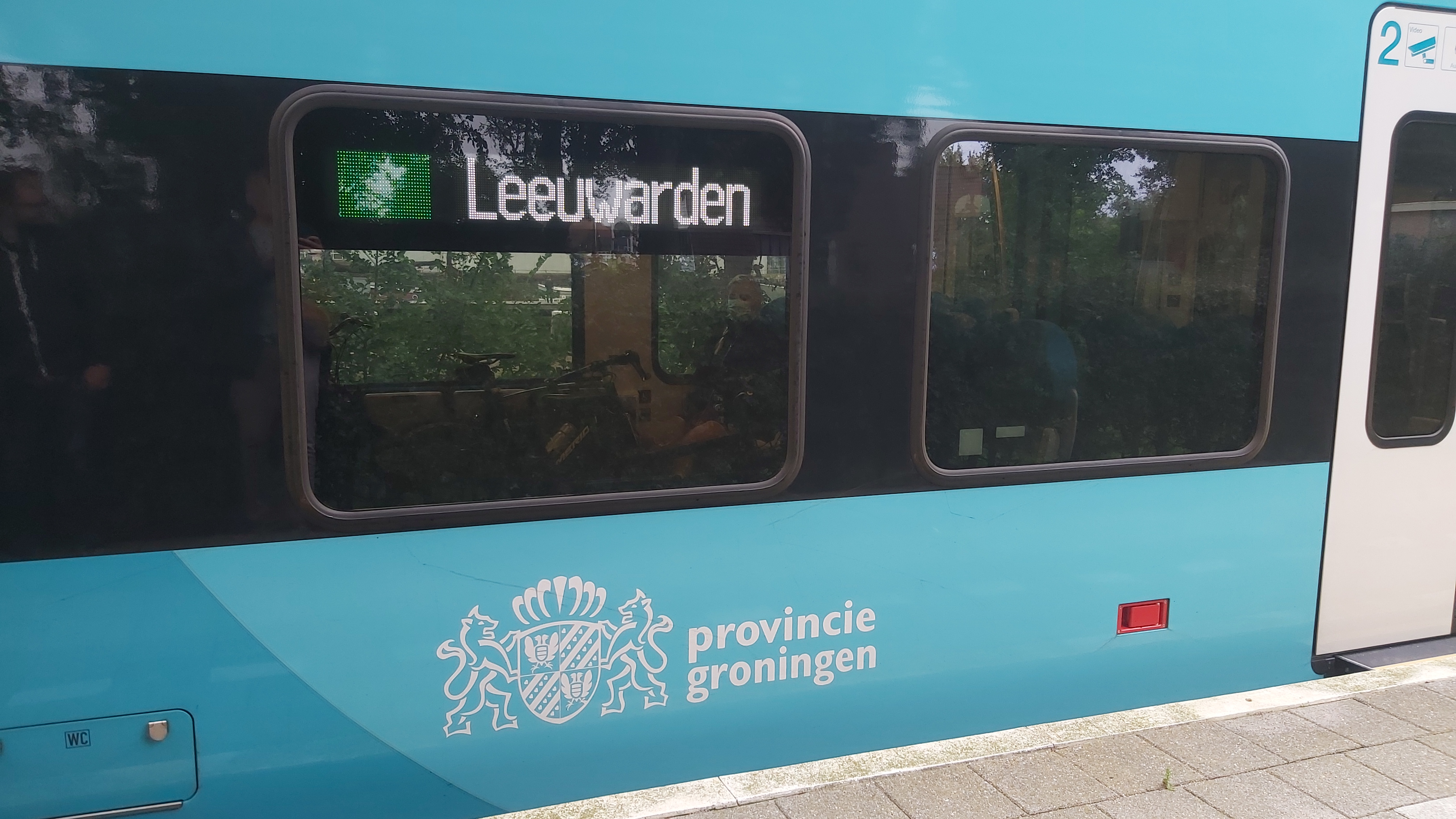
Logo van de Provincie Groningen inclusief een drukteindicator, waarbij groen staat voor voldoende ruimte.